# Хордовые линии Московского метрополитена

Генплан 1990 года

Хо́рдовое развитие Московского метрополитена — тип проектировки линий Московского метрополитена, при котором строящиеся участки (хорды) не проходят в центр Москвы, не пересекаются и не имеют пересадок на Кольцевую линию. Планировка Некрасовской, Бирюлёвской и Троицкой линий на сегодня являются самыми наглядными примерами хордового развития. Тем не менее, это не первый подобный случай в истории Московского метро. Центральные участки пересекающихся запланированных хордовых линий предоставят новые возможности распределения пассажирских потоков. В ближайшем будущем они составят собой северную часть Большой кольцевой линии.

## Причины появления
Московский метрополитен унаследовал радиально-кольцевую структуру города Москвы, равно как и её слабые места — перегруженный центр и слабое обеспечение окраин транспортом. В связи с этим уже в начале 1960-х годов стали проявляться сбои в обслуживании пассажиропотоков как на Кольцевой, так и на менее загруженных Арбатско-Покровской и Замоскворецкой линиях.
Проектирование южного контура последней из них в 1964—1965 годы совершалось с идеей о создании разветвления контура на два радиуса: Каховский и Кантемировский. С этой целью были заложены два зала «Каширской». Тем не менее, Кантемировский радиус не был построен до 1984 года, из-за чего Каховский в 1983 году разгрузили смыканием с Серпуховско-Тимирязевской линией, а позже и сам Каховский радиус, ввиду чрезмерной загруженности тогдашней Горьковско-Замоскворецкой линии, спровоцированной её разветвлением, выделили в отдельную линию. Подобные проекты должны были реализоваться на станциях «Полежаевская» и «Кузьминки» построенной в то время Ждановско-Краснопресненской линии, но с середины 70-х от проекта отказались.
Тот тип проекта, что известен сегодня, появился лишь в 1987-м году. Основан он на идее инженера Ивана Бордукова, работавшего в те годы в Госстрое СССР. В ответ на планировку второго пересадочного контура (т. н. «Большого кольца метрополитена») он подверг критике проект наращивания колец в столице и заявил, что тот приведёт к транспортной катастрофе. В статье «Метро в жизни города» («Правда» от 27 декабря 1984 года) он писал:

Хотелось бы предостеречь от прокладки новых диаметров метро через центральную часть Москвы, равно как и от сооружения второго кольца. Альтернативой этому может стать строительство новых линий метро по хордовым направлениям с глубокими вводами в периферийные районы, где проживает около 70 % населения столицы. Главные пассажиропотоки в столице идут в центр, пересадки с кольцевой на радиальные линии удлинят путь пассажиров не менее чем на 25 % по сравнению с пересадками со станций хордовых линий.

На новых линиях планировалось использование 12-вагонных составов. Для повышения скорости движения предполагалось использование верхнего токосъёма и увеличение расстояния между станциями.

## Проекты

### 1980-е годы
В 1980-х годах проект хордового развития включал в себя строительство четырёх веток и выглядел так:
1. Митинско-Бутовская: Митино — «Строгино» — Мнёвники — Парк Победы — Спортивная — Ленинский проспект — Каховская — Бутово;
2. Химкинско-Люберецкая: Химки — Дегунино — Отрадное — Ботанический Сад — Преображенская Площадь — Семёновская — Шоссе Энтузиастов — Кусково — Люберцы;
3. Солнцевско-Мытищинская: Мытищи — Ботанический Сад — Дмитровская — Аэропорт — Полежаевская — Парк Победы — вдоль Мичуринского проспекта — Раменки — Очаково — Солнцево — Внуково;
4. Балашихинско-Бутовская: Балашиха — Реутов — Шоссе Энтузиастов — Волгоградский Проспект — Автозаводская — Тульская — Севастопольский проспект — Ясенево — Бутово.

Проведение в Бутово сразу двух хордовых линий (и продление Серпуховско-Тимирязевской линии) связано с предполагавшимся строительством в этом районе нового Южного железнодорожного вокзала, который должен был обслуживать исключительно поезда дальнего следования и заменить в этом качестве Павелецкий и Курский вокзалы.

### 1990-е годы
В 1990-х проект изменили следующим образом:
1. Митинско-Бутовская: Митино — «Строгино» — Улица Народного Ополчения — Филёвский бульвар — Парк Победы — Спортивная — Ленинский проспект — Нагорная — Варшавская — Бирюлёво — Бутово;
2. Химкинско-Жулебинская: Химки — Савёловская — Останкино — Рижская — Красносельская — Бауманская — Авиамоторная — Кузьминки — Жулебино
3. Солнцевско-Мытищинская: Мытищи — ВДНХ — Марьина Роща — Савёловская — Динамо — Беговая — Парк Победы — Мосфильмовская улица — вдоль Мичуринского проспекта — Раменки — Солнцево — Внуково
4. Ясеневско-Балашихинская: Балашиха — Реутов — Шоссе Энтузиастов — Волгоградский проспект — Дубровка — Автозаводская — Тульская — Ленинский проспект — вдоль Ленинского проспекта — Дудкино.

### 2010 год

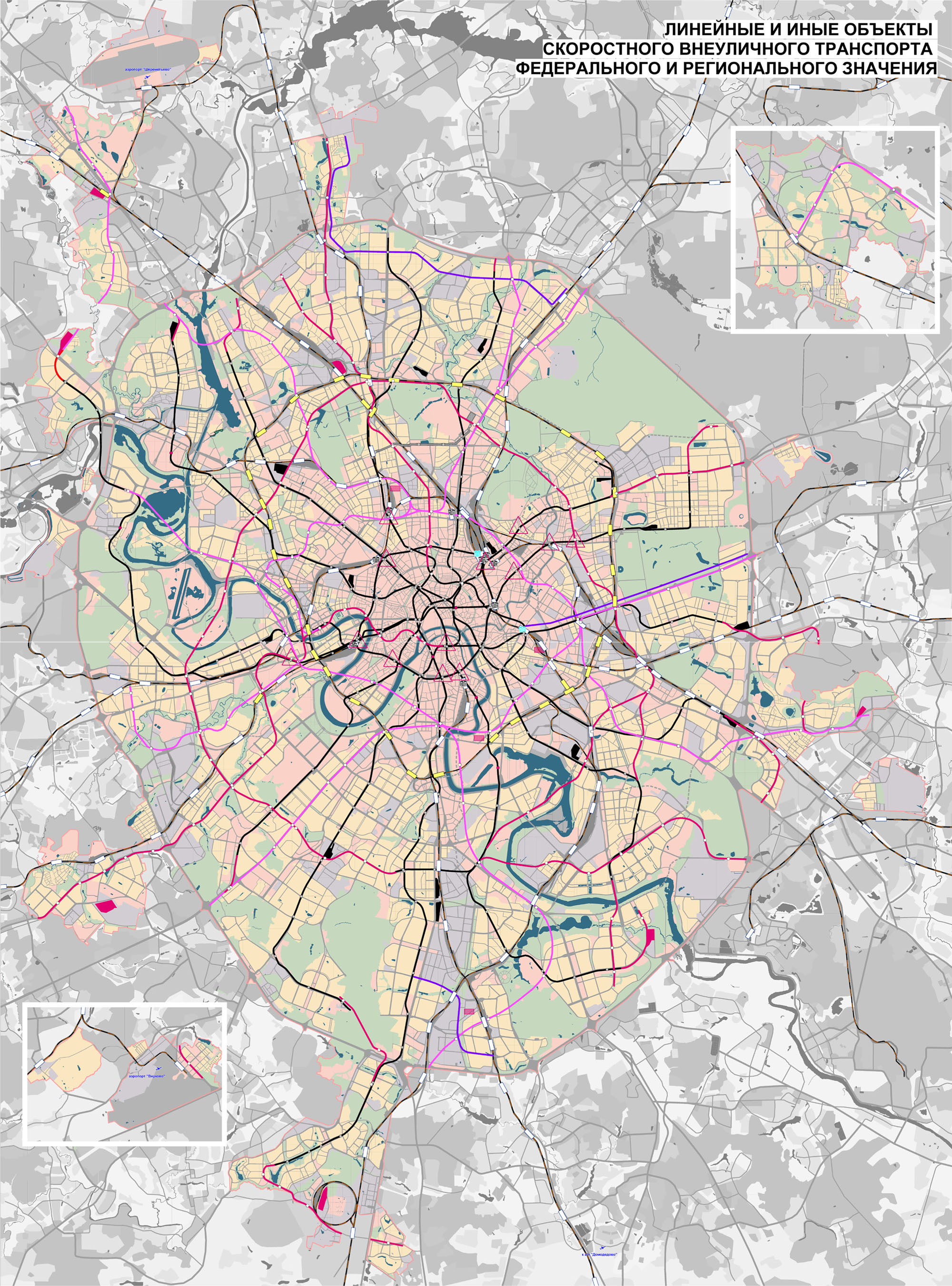
Генеральный план развития метрополитена до 2025 года (2010 год)

5 мая 2010 года был принят генплан развития Москвы до 2025, в котором проект хордового развития метро был полностью изменён в связи с сложившейся на тот момент конфигурацией линий метро и транспортной ситуацией. Митино-Бутовская хорда исключена из планов, а трассировки Химкинско-Жулебинской и Ясеневско-Балашихинской изменены. Таким образом, планировались следующие линии хордового развития:
1. Ходынско-Лосиноостровская линия (северо-западная хорда с первой частью БКЛ в центре): «Можайское шоссе» — «Аминьевское шоссе» — «Матвеевская» (пересадка на Большое Кольцо) — «Минская» (пересадка на «Ломоносовский проспект» Калининско-Солнцевской линии) — «Мосфильмовская» (пересадка на Мнёвническо-Бирюлёвскую линию) — «Дорогомиловская» (пересадка на «Студенческую» Филёвской линии) — «Деловой центр» (пересадка на Калининско-Солнцевскую линию и «Выставочную» Филёвской линии) — «Шелепиха» — «Пресня» — «Хорошёвская» (пересадка на «Полежаевскую» Таганско-Краснопресненской линии) — «Ходынское поле» — «Петровский парк» (пересадка на «Динамо» Замоскворецкой линии) — «Нижняя Масловка» (пересадка на «Савёловскую» Серпуховско-Тимирязевской линии) — «Шереметьевская» (пересадка на «Марьину Рощу» Люблинско-Дмитровской линии) — «Ржевская» (пересадка на «Рижскую» Калужско-Рижской и Кожуховско-Химкинской линий) — «Путяевские пруды» — «Яузская» (пересадка на Большое Кольцо) — «Лосиноостровская» — «Ярославское шоссе».
2. Кожуховско-Химкинская линия (северо-восточная хорда): «Левобережная» (пересадка на «Беломорскую» Замоскворецкой линии) — «Петрозаводская» — «Онежская» — «Лихоборы» — «Садовая» (пересадка на Большое Кольцо) — «Ул. Яблочкова» (пересадка на «Тимирязевскую» Серпуховско-Тимирязевской линии) — «Останкино» — «Бутырская» (пересадка на Люблинско-Дмитровскую линию) — «Рижская» (пересадка на Калужско-Рижскую линию и «Ржевскую» Ходынско-Лосиноостровской линии) — «Русаковская» (пересадка на «Красносельскую» Сокольнической линии) — «Бакунинская» (пересадка на «Бауманскую» Арбатско-Покровской линии) — «Лефортовская» — «Авиамоторная» (пересадка на Калининско-Солнцевскую и Зюзинско-Нижегородскую линии) — «Волжский бульвар» (пересадка на Большое Кольцо) — «Кузьминки» (пересадка на Таганско-Краснопресненскую линию) — «Самаркандский бульвар» — «Пронская» — «Каскадная» — «Люберецкие поля».
3. Зюзино-Нижегородская линия (юго-восточная хорда): «Ивановская» — «Терлецкая» — «Владимирская» — «Соколиная Гора» (пересадка на Большое Кольцо) — «Авиамоторная» (пересадка на Калининско-Солнцевскую и Кожуховско-Химкинскую линии) — «Нижегородская» — «Крутицкое Подворье» (пересадка на «Крестьянскую Заставу» Люблинско-Дмитровской линии и «Пролетарскую» Таганско-Краснопресненской) — «Симоновская» — «Автозаводская» (пересадка на Замоскворецкую линию) — «Даниловская» (пересадка на «Тульскую» Серпуховско-Тимирязевской линии) — «Канатчиково» (пересадка на Мнёвническо-Бирюлёвскую линию) — «Ул. Ивана Бабушкина» — «Ул. Архитектора Власова» — «Воронцовская» — «Ул. Обручева» (пересадка на Большое Кольцо) — «Миклухо-Маклайская» — «Тропарёво» (пересадка на Сокольническую линию) — «Никулино» — «Олимпийская деревня».
4. Мнёвническо-Бирюлёвская линия (юго-западная хорда): «Лебедянская» — «Бирюлёво» — «Липецкая» — «Царицыно» (пересадка на Замоскворецкую линию) — «Кавказский бульвар» — «Балаклавский проспект» — «Варшавская» (пересадка на Каховскую линию (Большое Кольцо) — «Котловка» (пересадка на «Нагорную» Серпуховско-Тимирязевской линии) — «Ул. Винокурова» — «Канатчиково» (пересадка на Зюзинско-Нижегородскую линию) — «Андреевская» — «Хамовники» (пересадка на «Спортивную» Сокольнической линии) — «Мосфильмовская» (пересадка на Ходынско-Лосиноостровскую линию) — «Поклонная Гора» (пересадка на «Парк Победы» Арбатско-Покровской и Калининско-Солнцевской линий) — «Багратионовская» (пересадка на Филёвскую линию) — «Мясищевская» — «Мнёвники» (пересадка на Большое Кольцо) — «Проспект Маршала Жукова» — «Живописная» — «Строгино-2» (пересадка на Арбатско-Покровскую линию)

Однако в сентябре 2014 году решение было принято в пользу кольцевого движения, поскольку организация хордового слишком затратна: «В узловых точках на пересечении хорд, где поезда переходят с одной линии на другую, потребовалось бы строить гигантскую четырёхпутную станцию с многоуровневыми пересадками, поэтому от этой идеи пришлось отказаться». Таких станций пришлось бы возвести четыре, однако, поскольку все станции строятся методом мелкого заложения, то трудно найти даже места под их котлованы. Так, например, в районе узла на станции «Марьина роща» строительство было бы невозможным без сноса прилегающих жилых зданий.

### Современные планы
В 2018—2020 годах в Московском метрополитене существовала только одна действующая хордовая линия — объединенные в рамках маршрутного движения Большая кольцевая линия («Савёловская» — «Деловой центр») и Солнцевская линия («Деловой центр» — «Рассказовка»).
С запуском в 2020 году Некрасовской линии от «Некрасовки» до «Нижегородской» и второго участка Большой кольцевой от Нижегородской улицы до Электрозаводской, московское метро временно получило ещё одну хордовую линию до открытия других участков второго кольца.
Летом 2018 года планировалось начать строительство Троицкой линии, которая частично повторяет трассировку южного участка Зюзино-Нижегородской хорды. В отдаленной перспективе она будет объединена с Некрасовской в единую линию.
После 2022 года будут построены и объединены в единую линию перспективные Рублёво-Архангельская и Бирюлёвская линии.

## Фактическое исполнение планов прошлых лет

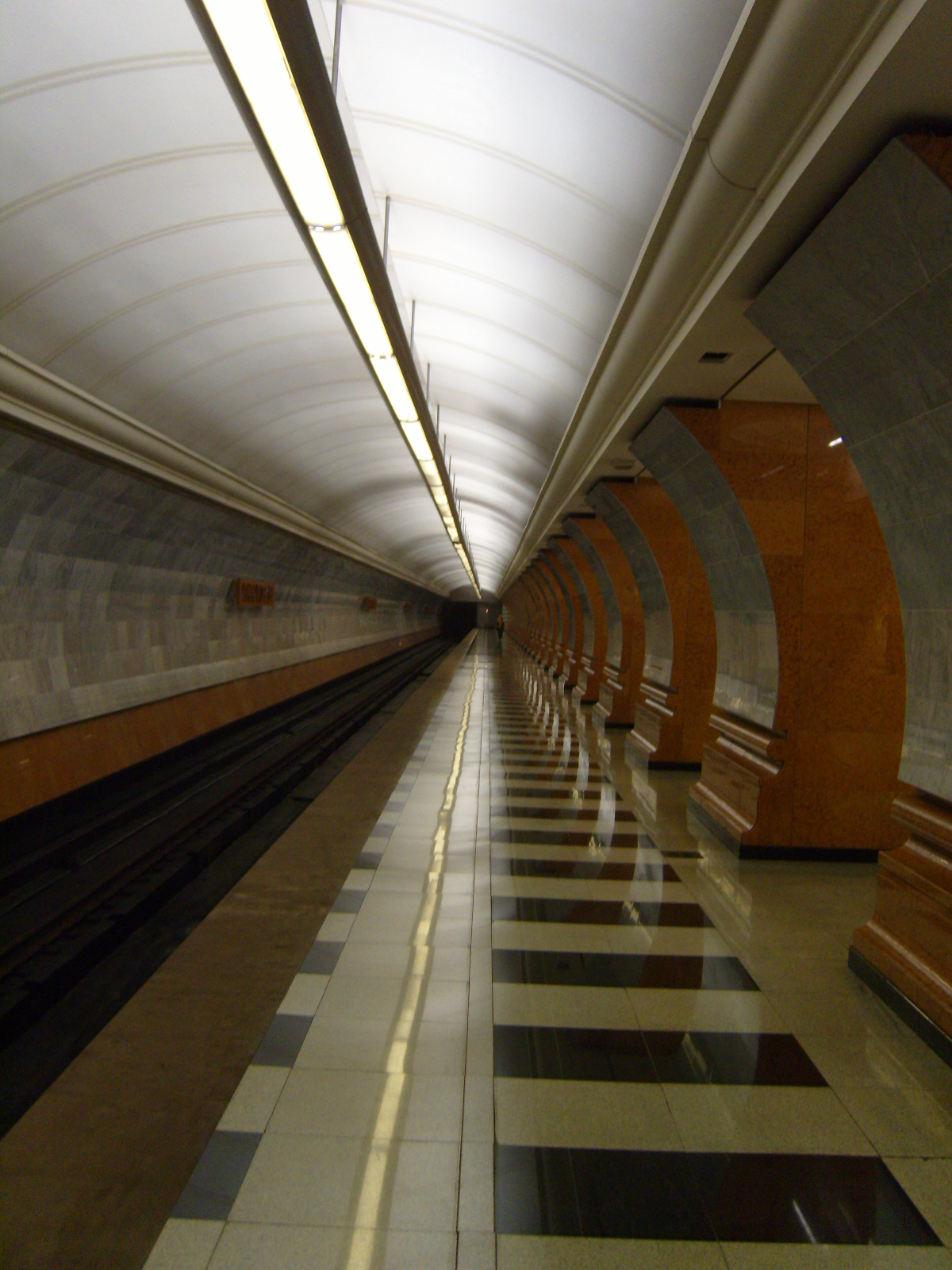
Один из путей станции «Парк Победы».

В 2003 году было завершено строительство станции «Парк Победы» (велось с 1988 года). Вместо северного участка Митинско-Бутовской хорды в 2008 году Арбатско-Покровская линия продлена до станции «Строгино» (строительство велось с 1991 года), в 2009 году — до станции «Митино» (строительство велось с 1992 года), а в 2012 году — до станции «Пятницкое шоссе». Вместо южного участка Митинско-Бутовской хорды в 2003 году была построена Бутовская линия.
В 2014 году открыто движение на перегоне «Парк Победы» — «Деловой центр» в челночном режиме, а в 2017 году открыто «Деловой центр» — «Раменки», части планировавшейся Солнцевско-Мытищинской хорды. Строительство Солнцевского радиуса закончено в 2018 году.
В начале 2018 года открылся первый участок Большой кольцевой линии «Петровский парк» — «Деловой центр» — часть Ходынско-Лосиноостровской хорды, а также запущенно сквозное маршрутное движение от «Петровского парка» до «Раменок». Окончание строительства Большой кольцевой, фактически состоящей из центральных частей хордовых линий на востоке, севере и северо-западе (южный и западный участки — части не воплощенного в жизнь Большого кольца), намечено на 2022—2023 годы.
Ведётся строительство Некрасовской линии, прообразом которой можно считать южную часть планировавшейся Химкинско-Жулебинской хорды от «Авиамоторной» в Некрасовку. 3 июня 2019 года открыт периферийный участок линии «Некрасовка» — «Косино». 27 марта 2020 года линия была продлена до «Нижегородской». Как и Солнцевский радиус, Некрасовская линия временно будет объединена маршрутным движением с северо-восточным участком Большой кольцевой линии (по мере достройки последнего). 31 декабря 2020 года линия была временно продлена до станции Электрозаводская.